# Neptune Towers
Neptune Towers — сайд-проект норвежского музыканта Фенриза, известного по группе Darkthrone, в жанре дарк-эмбиент. Под этим названием он выпустил два альбома, Caravans to Empire Algol (1994) и Transmissions from Empire Algol (1995), оба изданы Moonfog Productions. В 1994 году Фенриз начал записывать третий альбом Neptune Towers, Space Lab, но он не был закончен. Оба альбома были переизданы Peaceville Records в 2012 году, причём отрывки из Space Lab были приложены к Transmissions from Empire Algol.

## Музыкальный стиль
Фенриз описал стиль Neptune Towers как «avant garde astral/alien synth» и указал Kraftwerk, Tangerine Dream и бывшего участника Tangerine Dream Клауса Шульце в качестве вдохновения.

## Дискография
- Caravans to Empire Algol (1994)
- Transmissions from Empire Algol (1995)